# La era
El verano
La era ou El verano (« Le Champ », « La Moisson » ou « L'Été ») est une peinture réalisée par Francisco de Goya en 1786 et faisant partie de la cinquième série des cartons pour tapisserie destinée à la salle à manger du Prince des Asturies au Palais du Pardo. Il s'agit du plus grand carton réalisé par Goya.
Cette peinture est l'une des quatre représentations de chaque saison avec Las Floreras (le printemps), La Vendimia (l'automne) et La Nevada (l'hiver).

## Contexte de l'œuvre
Tous les tableaux de la cinquième série sont destinés à la salle à manger du Prince des Asturies, c'est-à-dire de celui qui allait devenir Charles IV et de son épouse Marie Louise de Parme, au palais du Pardo. Le tableau a été peint en automne 1786.
Il fut considéré perdu jusqu'en 1869, lorsque la toile fut retrouvée dans le sous-sol du Palais royal de Madrid par Gregorio Cruzada Villaamil, et fut remise au musée du Prado en 1870 par les ordonnances du 19 janvier et du 9 février 1870, où elle est exposée dans la salle 94. La toile est citée pour la première fois dans le catalogue du musée du Prado en 1876.
La série était composée de Las Floreras, La Era, La Vendimia, La Nevada, El Albañil herido, Los Pobres en la fuente, El Niño del carnero, Niños con perros de presa, Cazador junto a una fuente, Pastor tocando la dulzaina, Riña de gatos, Pájaros volando et La Marica en un árbol.

## Analyse

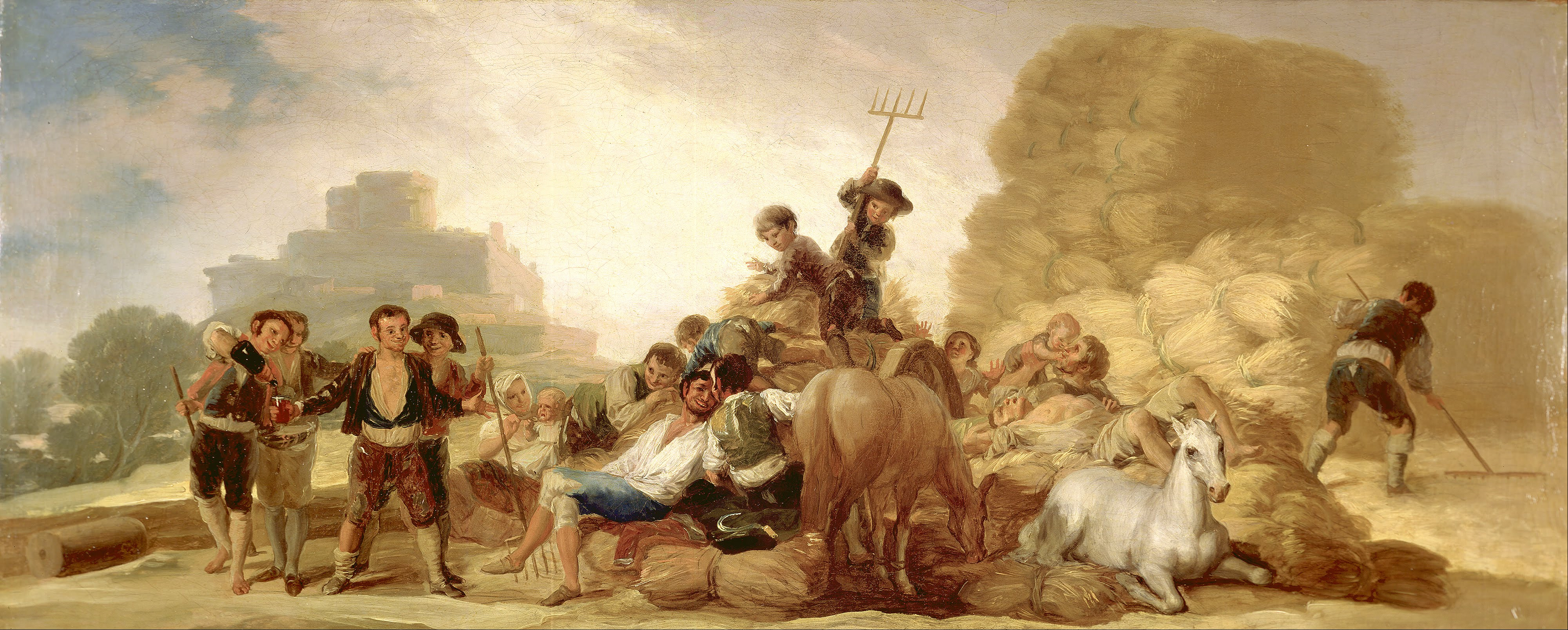
', ébauche de La Era.

Avec des dimensions de 276 × 641 cm, il s'agit du plus grand carton réalisé par Goya, toutes séries comprises. La tapisserie devait être disposée sur l’un des murs principaux. Ces tableaux servaient de modèle aux tisserands pour produire des tapisseries de grand luxe cousins d’or et d’argent.
Pour cette série, Goya aborde un thème de longue tradition dans l'art occidental : celui des quatre saisons. La thématique des saisons était en général la plus appréciée pour le rococo et la tapisserie pour décorer les salles à manger. Mais il y laisse une empreinte propre en convertissant les allégories en scènes bucoliques représentatives de chaque période de l'année. La toile faisait partie d'un ensemble composé des Fleuristes (ou « le Printemps »), du Champ (ou « l’Été »), des Vendanges (ou « l’Automne ») et de La Nevada (ou « l’Hiver »). La moisson est prise comme symbole de cette saison.
La Era rejette le modèle traditionnel de Cérès comme allégorie de l'été et représente un groupe de paysans qui se reposent et font des blagues à leurs compagnons. C’est une scène traditionnelle du repos après la moisson qui a lieu au pied d’un imposant château médiéval.
Francisco de Goya utilise ici des couleurs chaudes, le brun, le jaune et l’orange. Un groupe de moissonneurs se repose sous la chaleur près du blé fraîchement récolté. Bien que certaines personnes sur la droite continuent de travailler, des hommes sur la gauche essaient de soûler un paysan, connu comme l'idiot du village, selon leurs vêtements et attitudes respectives.
Goya utilise ici la composition en pyramide héritée d'Mengs. Il rehausse la lumière d’une soirée d’été avec les teintes jaunes des blés et capte magistralement les gestes des personnages, ce qui annonce son talent postérieur pour les portraits. La petite taille des chevaux, est cependant un peu étrange. 
Le musée Lazare Galdiano possède une esquisse pour ce tableau, intitulée La trilla (es).